# Limnodriloides
Limnodriloides är ett släkte av ringmaskar. Limnodriloides ingår i familjen glattmaskar.

## Dottertaxa tillLimnodriloides, i alfabetisk ordning[1][2]
- Limnodriloides adversus
- Limnodriloides agnes
- Limnodriloides anxius
- Limnodriloides appendiculatus
- Limnodriloides armatus
- Limnodriloides ascensionae
- Limnodriloides atriotumidus
- Limnodriloides australis
- Limnodriloides baculatus
- Limnodriloides barnardi
- Limnodriloides basilicus
- Limnodriloides biforis
- Limnodriloides bipapillatus
- Limnodriloides brycei
- Limnodriloides bulbopenitus
- Limnodriloides clavellatus
- Limnodriloides cribensis
- Limnodriloides ezoensis
- Limnodriloides faxatus
- Limnodriloides flumineus
- Limnodriloides fraternus
- Limnodriloides fuscus
- Limnodriloides gossensis
- Limnodriloides hastatus
- Limnodriloides hawaiiensis
- Limnodriloides hrabetovae
- Limnodriloides insolitus
- Limnodriloides janstocki
- Limnodriloides lateroporus
- Limnodriloides macinnesi
- Limnodriloides major
- Limnodriloides maslinicensis
- Limnodriloides medioporus
- Limnodriloides monothecus
- Limnodriloides olearius
- Limnodriloides parahastatus
- Limnodriloides pierantonii
- Limnodriloides problematicus
- Limnodriloides rubicundus
- Limnodriloides sacculus
- Limnodriloides scandinavicus
- Limnodriloides solitarius
- Limnodriloides sphaerothecatus
- Limnodriloides stercoreus
- Limnodriloides tarutensis
- Limnodriloides tenuiductus
- Limnodriloides thrushi
- Limnodriloides toloensis
- Limnodriloides triplus
- Limnodriloides uniampullatus
- Limnodriloides validus
- Limnodriloides vermithecatus
- Limnodriloides vespertinus
- Limnodriloides victoriensis
- Limnodriloides winckelmanni
- Limnodriloides winkelmanni
- Limnodriloides virginiae